# Neville Sayers
Neville Merwyn Sayers (ur. 19 stycznia 1927 w Melbourne, zm. 4 października 2018) – australijski pięcioboista nowoczesny, strzelec i działacz sportowy.

## Kariera
W 1956 roku został pierwszym mistrzem Australii w pięcioboju nowoczesnym, tytuły zdobywał jeszcze w latach 1957, 1960 i 1962. W strzelectwie zdobył mistrzostwo w pistolecie szybkostrzelnym w 1958 roku. Wystąpił na mistrzostwach świata w strzelectwie w 1958 i 1962.
Dwukrotny olimpijczyk (IO 1956, IO 1960). Na igrzyskach w Melbourne startował wyłącznie w pięcioboju. Indywidualnie uplasował się na 19. miejscu, osiągając najlepsze rezultaty w jeździectwie (7. rezultat) i strzelectwie (10. pozycja). W zawodach drużynowych reprezentacja Australii (skład: Sven Coomer, George Nicoll, Neville Sayers) zajęła 8. miejsce – ostatnie wśród sklasyfikowanych drużyn. Na igrzyskach w Rzymie zajmował dalsze pozycje, był bowiem 31. indywidualnie i 14. w drużynie (skład: Hugh Doherty, Peter Macken, Neville Sayers). Ponadto wystąpił w strzelectwie, zajmując 43. miejsce w pistolecie szybkostrzelnym z 25 metrów.
Był znanym działaczem sportowym. Pełnił funkcje: menedżera reprezentacji Australii w pięcioboju nowoczesnym podczas mistrzostw świata (1962, 1965) i igrzysk olimpijskich (1964, 1968); menedżera reprezentacji Australii podczas mistrzostw świata w 1966 roku; szefa misji reprezentacji Australii na mistrzostwach świata w pięcioboju nowoczesnym (1974, 1975, 1977, 1979). W latach 1962–1984 zasiadał w radzie administracyjnej Międzynarodowego Związku Pięcioboju Nowoczesnego i Biathlonu (obecnie: Międzynarodowa Unia Pięcioboju Nowoczesnego), pełniąc w pewnym momencie funkcję wiceprzewodniczącego. Był także sędzią i zasiadał w komisjach sędziowskich podczas czterech igrzysk olimpijskich (1964, 1968, 1972, 1976) i czterech mistrzostw świata w pięcioboju nowoczesnym (1965, 1966, 1974, 1976).
Z zawodu był hodowcą bydła mlecznego, zajmował się też m.in. polityką i handlem bronią palną.

## Wyniki olimpijskie
Pięciobój nowoczesny
| Igrzyska | Konkurencja   | Wynik                               | Miejsce | Źródło |
| -------- | ------------- | ----------------------------------- | ------- | ------ |
| IO 1956  | Indywidualnie | 3717 pkt.                           | 19      | [ 4 ]  |
| IO 1956  | Drużynowo     | 3717 pkt. (ind.) 8825 pkt. (druż.)  | 8       | [ 5 ]  |
| IO 1960  | Indywidualnie | 4205 pkt.                           | 31      | [ 6 ]  |
| IO 1960  | Drużynowo     | 4205 pkt. (ind.) 11912 pkt. (druż.) | 14      | [ 7 ]  |

Strzelectwo
| Igrzyska | Konkurencja                   | Wynik              | Miejsce | Źródło |
| -------- | ----------------------------- | ------------------ | ------- | ------ |
| IO 1960  | Pistolet szybkostrzelny, 25 m | 552 pkt. (275-277) | 43      | [ 8 ]  |